# Massacre de Phong Nhị et Phong Nhất

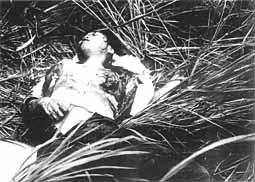
Une femme mourante de 21 ans avec les seins coupés et blessée par balle laissée à l'abandon par les marines sud-Coréens. Les Marines américains l'ont transportée à l'hôpital, mais elle est morte peu de temps après. Photo prise par le Caporal J. Vaughn, du peloton Delta-2, Corps des US Marines

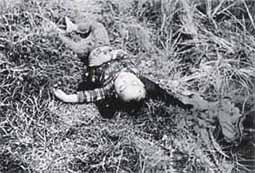
Un enfant tué lors du massacre. Photo prise par le Caporal J. Vaughn, du peloton Delta-2, Corps des US Marines.

Le massacre de Phong Nhị et Phong Nhất, (vietnamien : Thảm sát Phong Nhất và Phong Nhị, coréen : 퐁니·퐁넛 양민학살 사건) est un massacre perpétré par la 2e division de Marines du corps de Marine Sud-coréen, le 12 février 1968, de civils non armés dans les villages de Phong Nhị et Phong Nhất, dans le district de Điện Bàn, Province de Quảng Nam, au Sud-Vietnam. Les forces sud-coréennes avaient récemment été transférées dans la région à la suite de l'offensive du Têt. Le village était situé dans une région densément peuplée, à l'intérieur et autour de Da Nang. Ce transfert dans le secteur peuplé de Da Nang a été vu comme une erreur par l'Armée de la république du Viêt Nam et des commandants américains et a ruiné les efforts de pacification et coopération avec la population, en raison du comportement des forces coréennes.

## Les événements
Au moment où le massacre a eu lieu, les villageois de Phong Nhị avaient eu une relation étroite avec les Marines américains, et faisaient partie du Programme d'action combinée (Combined Action Program, CAP) et les hommes du village ont été enrôlés comme soldats Sud-Vietnamiens. Selon des informations communiquées par des membres du CAP-2, la 2e Division de Marines avait dépassé l’équipe du CAP-2 en sortant du village, « elle a pivoté à gauche et des coups de feu ont été entendus ». Trente minutes plus tard, les membres du CAP-2 ont tenté de contacter la 2e Division de Marines de la République de Corée, sans succès. Les commandants de celle-ci ont déclaré que leurs marines n'étaient pas dans la zone. Ils ont ensuite basculé sur la radio du commandement coréen pour demander de tirer au mortier. Les forces sud-coréennes opéraient mais leur autorisation fut refusée. Les forces coréennes ont été identifiées comme ayant déclenché l'artillerie sur le village, après l'avoir mitraillé avec des armes légères et se trouver directement dans les environs au moment du massacre. Après le massacre, des soldats américains et de l'armée de la République du Vietnam (ARVN) sont arrivés au village plus tard dans la journée ; ils ont soigné et transporté les villageois survivants dans des hôpitaux voisins.
En 1969, l'une des familles des victimes adressa une demande d'indemnisation au président du Parlement du Sud-Vietnam. Les civils sud-vietnamiens locaux ont été particulièrement troublés par le fait que le massacre a été perpétré par les forces coréennes contre des villageois dont les membres de la famille faisaient partie des forces de l'ARVN. Les témoignages des survivants à l'hôpital de Da Nang, ainsi que la patrouille de l'USMC qui avait retrouvé les victimes, ont désigné ces forces comme responsables, et réfutent la présence de Viet Cong dans les environs.
Le 25 février, un autre massacre aurait eu lieu dans le village voisin de Hà Mỹ.

## Rapport
Des témoins oculaires de commandants du CAP, des survivants à l'hôpital et la COMUSMACV ont fait leur déposition, ce qui a motivé l'ouverture d'une enquête pour crimes de guerre. Ils ont demandé que le commandant coréen, Chae-Myung-shin, ouvre une enquête à son tour. Le 16 avril 1968, le IIIe MAF rend compte de l'incident au commandement de l'assistance militaire au Vietnam (MACV). Cinq autres massacres ont également été répertoriés ciblant les hameaux de Hoang Chau, Phouc My, Thanh Phu et Hoa Phon. Le 29 avril, le MACV a envoyé le rapport au commandant général des forces expéditionnaires sud-coréennes du Lieutenant-général Chae Myung-Shin. Le 4 juin 1968, le général Chae a fait part au MACV des résultats de l'enquête et déclaré qu'il s'agissait de forces vietnamiennes déguisées en uniforme de camouflage à la coréenne afin de les discréditer. Chae a allégué qu'il y avait de nombreux cas dans lesquels le Viet Cong avait utilisé le motif de camouflage « chasseur de canard » utilisé par les marines sud-coréens pour commettre des actes répréhensibles afin de manipuler l'opinion, il appuyait sa thèse sur le témoignage d'un sergent de l'ARVN. Ceci malgré les témoignages contradictoires de survivants de ces massacres, interrogés par le personnel de l'armée américaine à l'hôpital de Da Nang, ainsi que par le personnel des forces armées américaines qui a sauvé les civils, qui accusent tous les forces coréennes. En outre, des rapports secrets du Viet Cong parlent de ce massacre, accusant clairement les forces coréennes de l'avoir commis et évoquent des représailles visant à rallier les villageois à leur cause et à s'éloigner des efforts de pacification de GVN / USMC.

## Conséquences

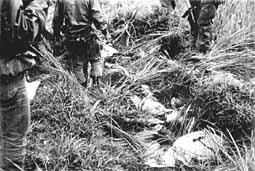
Corps d'enfants abandonnés dans le fossé. L'Armée américaine et Sud-Vietnamienne à la recherche d'autres corps à l'abandon.

Les massacres ont eu un impact négatif sur les efforts de pacification en cours dans la région et sont devenus largement connus. Le transfert des marines coréens vers le secteur peuplé de Da Nang du I Corps et de la I Field force alors qu'ils stationnaient dans un secteur désert, avait entravé les efforts considérables déployés pour obtenir le soutien des habitants et détérioré les relations avec. Ce massacre parallèlement au massacre de Hà My et à d'autres massacres et atrocités en cours avait sapé les efforts continus de pacification. Les commandants sud-vietnamiens et américains de la région avaient une évaluation négative des Coréens. Les généraux Rathvon M. Tompkins et Robert E. Cushman Jr. étaient plutôt réticents quant au transfert des Coréens dans le secteur, car ils étaient considérés comme peu coopératifs et peu disposés à s'engager dans la sécurité tout en commettant des atrocités. Ces atrocités ont été signalées par l'ARVN et aux commandants américains et envoyé à Saïgon. Les forces coréennes ont été envoyées dans le II Corps / II Force field à la suite de cet incident et ont été reléguées à sécuriser les bases afin d'éviter les actions offensives ou de combat.
Le 11 novembre 2000, le général Chae a reconnu que le chef d’état-major de l’armée américaine, le général William Westmoreland, avait demandé l’ouverture de l'enquête à plusieurs reprises. Le commandant sud-coréen a toujours indiqué que les deux villages n'étaient pas sur la route des marines sud-coréens qui patrouillaient dans la région et a, à plusieurs reprises, accusé le Viet Cong de tromper l'opinion en usurpant l'uniforme des marines sud-coréens
L'événement avait été présenté ostensiblement de cette manière dans les médias coréens quand Ku Su-Jeong avait examiné les archives de Hanoi à l'époque de la normalisation des relations, et des groupes civiques coréens ont demandé des excuses pour cet événement aux dirigeants coréens aux côtés des survivants du massacre. Les sculpteurs sud-coréens Kim Seo-kyung et Kim Eun-sung, deux sculpteurs qui ont conçu les statues de Pieta pour les femmes de réconfort, ont construit un statut commémoratif similaire sur les lieux du massacre.